# Định dạng RTF
Định dạng RTF (RTF là viết tắt của từ tiếng Anh Rich Text Format, nghĩa là định dạng văn bản giàu tính chất) là một định dạng tập tin dùng cho văn bản máy tính có bản quyền với các bản mô tả được công bố cho công chúng, phát triển bởi Công ty Microsoft từ năm 1987 cho các sản phẩm của Microsoft và cho các văn bản đa nền tảng, có thể được trao đổi giữa nhiều hệ thống máy tính và chương trình soạn thảo khác nhau.
Đa số các chương trình soạn thảo văn bản đều có thể mở ra để đọc và soạn thảo các tập tin có định dạng RTF, ít nhất là cho một vài phiên bản RTF nào đó. Có một số phiên bản RTF và tính đa nền tảng của văn bản phụ thuộc vào phiên bản RTF được dùng. Các phiên bản RTF thường được thay đổi và công bố sau mỗi phiên bản mới của Microsoft Word/Microsoft Office.
Các phiên bản RTF gần đây nói chung hỗ trợ chữ đậm, nghiêng, gạch chân, căn lề trái, phải, giữa và thậm chí phông chữ, chỉnh lề.

## Lịch sử
Richard Brodie, Charles Simonyi, và David Luebbert, là những thành viên của nhóm phát triển Microsoft Word, những người đã phát triển phiên bản đầu tiên của RTF vào những năm 1980. Cú pháp của định dạng này bị ảnh hưởng bởi cú pháp TeX. Phần mềm đầu tiên đọc và ghi RTF được bán vào năm 1987 như là một thành phần của Microsoft Word 3.0 cho Macintosh, sử dụng phiên bản RTF 1.0. Mọi phiên bản sau đó của Microsoft Word cho Macintosh và cho Windows đều đọc được định dạng RTF.
Microsoft giữ quyền tác giả của RTF và bảo trì định dạng này. Đến năm 2008, phiên bản RTF là 1.9.1. Theo tài liệu đi kèm Microsoft Office 2010, Microsoft đã ngừng phát triển RTF.

### Các phiên bản
- 1987: RTF 1.0
- 1994: RTF 1.3
- 1997: RTF 1.5
- 1999: RTF 1.6
- 2001: RTF 1.7
- 2004: RTF 1.8
- 2008: RTF 1.9.1

## Ví dụ về cú pháp
Dưới đây là một ví dụ về cú pháp RTF:
```
{\rtf1\ansi{\fonttbl\f0\fswiss Helvetica;}\f0\pard
Anh {\b trai} em.\par
}
```

sẽ trông gần giống như sau, khi mở ra đọc bằng phần mềm hỗ trợ RTF:

Anh trai em.
Các dấu ({ và }) cho biết một nhóm; các nhóm có thể lồng vào nhau. Dấu (\) bắt đầu một ký tự điều khiển của RTF. Một đoạn văn bản RTF hợp lệ là một nhóm bắt đầu bằng đoạn chữ \rtf.
Trong ví dụ trên, đoạn \b khởi động dòng chữ in đậm; các dấu ngoặc móc tạo ra nhóm để giới hạn tác dụng của việc in đậm trong nhóm. Tất cả các chữ còn lại được trình bày ra thành văn bản thuần túy. Đoạn \par cho biết kết thúc một đoạn văn.

## Mã hóa ký tự
RTF dùng mã hóa 8-bit, tức dùng ASCII. Tuy nhiên RTF có thể thể hiện các ký tự nằm ngoài ASCII bằng một dãy ký tự. Ví dụ: 
- \'c8 sẽ thể hiện chữ Ả Rập beth (ب), theo mã Windows-1256.
- \u1576? cũng thể hiện chữ beth trên, theo mã Unicode.

Các file RTF có thể được truyền tải dễ dàng giữa các hệ điều hành cho PC.
RTF cũng hỗ trợ nhúng phông chữ tuy rằng kỹ thuật này chưa được hỗ trợ nhiều trong các phần mềm soạn thảo RTF.

## Mắt người đọc được
Khác với nhiều định dạng văn bản dành cho các chương trình soạn thảo văn bản, các mã RTF có thể được đọc hiểu dễ dàng ngay cả khi không có phần mềm chuyên dụng (chỉ cần phần mềm đọc văn bản thuần túy). Trước khi XML được phổ biến, định dạng đọc hiểu được dễ dàng như RTF là hiếm. Tuy nhiên khi có ký tự không thuộc ASCII, sẽ khó đọc hiểu được mã RTF một cách dễ dàng.

## Khả năng tương thích
Đa số các chương trình soạn thảo văn bản hỗ trợ RTF (ở một số phiên bản RTF). Điều này giúp RTF trở thành định dạng "chung" cho nhiều phần mềm soạn thảo chạy trên các hệ điều hành khác nhau. Tuy nhiên tính tương thích phụ thuộc phần nào vào phiên bản RTF được sử dụng. Đa số các phần mềm đọc RTF sẽ bỏ qua những ký tự RTF mà nó không hiểu.
Phông chữ và giá trị chỉnh lề mặc định có thể thay đổi giữa các phần mềm, giữa các phiên bản. Định dạng giữ được sự tương thích cao hơn là PDF, tuy nhiên PDF thường không được phân phát ở dạng có thể soạn thảo được.
Không giống các định dạng như DOC của Microsoft Word hay Office Open XML hay OpenDocument, RTF không hỗ trợ macro, và do đó ít chứa vi rút ở dạng macro. Với tên tập tin có đuôi.rtf không có nghĩa là nó luôn ở định dạng RTF; để chắc chắn một tập tin có ở định dạng RTF hay không, mà không chạy macro, cần mở nội dung ra xem bằng phần mềm đọc văn bản thuần túy.

## Các phần mềm
WordPad, phần mềm đi kèm trong Microsoft Windows, lưu tập tin ở định dạng mặc định là RTF.
TextEdit, trình soạn thảo mặc định của Mac OS X, cũng có thể dùng để soạn thảo tập tin RTF và tập tin RTFD. Các phần mềm cũ hơn của hệ điều hành này như MacWrite và WriteNow cũng có khả năng soạn thảo RTF.
Các phần mềm tự do và phần mềm mã nguồn mở như AbiWord, OpenOffice.org, KWord, hay Bean cũng soạn thảo được RTF.
Chương trình máy tính mã nguồn mở rtf2xml có thể chuyển đổi RTF thành XML.